# Gauliga Hessen 1937/38
De Gauliga Hessen 1937/38 was het vijfde voetbalkampioenschap van de Gauliga Hessen. Hanauer FC 93 werd kampioen en plaatste zich voor de eindronde om de Duitse landstitel, waar de club in de groepsfase uitgeschakeld werd.

## Eindstand
| Plaats | Club                            | Wed. | W  | G | V  | Saldo | Ptn.  |
| ------ | ------------------------------- | ---- | -- | - | -- | ----- | ----- |
| 1.     | 1. Hanauer FC 93                | 18   | 11 | 4 | 3  | 43:22 | 26:10 |
| 2.     | CSC 03 Kassel                   | 18   | 10 | 3 | 5  | 39:25 | 23:13 |
| 3.     | SV 06 Kassel-Rothenditmold      | 18   | 9  | 4 | 5  | 28:19 | 22:14 |
| 4.     | SG Hessen Hersfeld              | 18   | 7  | 4 | 7  | 33:40 | 18:18 |
| 5.     | VfB Friedberg                   | 18   | 8  | 2 | 8  | 28:35 | 18:18 |
| 6.     | VfB 06 Großauheim               | 18   | 7  | 3 | 8  | 39:31 | 17:19 |
| 7.     | TuSpV KeWa 1887/04 Wachenbuchen | 18   | 7  | 3 | 8  | 28:33 | 17:19 |
| 8.     | 1. BC Sport Kassel              | 18   | 6  | 4 | 8  | 25:34 | 16:20 |
| 9.     | SV Germania 09 Fulda            | 18   | 4  | 5 | 9  | 24:37 | 13:23 |
| 10.    | 1. SV Borussia 04 Fulda         | 18   | 4  | 2 | 12 | 23:34 | 10:26 |

|  | Kampioen, geplaatst voor nationale eindronde |
|  | Degradatie naar Bezirksliga                  |

## Promotie-eindronde

### Groep A
| Plaats | Club                   | Wed. | Saldo | Ptn.  |
| ------ | ---------------------- | ---- | ----- | ----- |
| 1.     | SV Kurhessen 93 Kassel | 5    | 16:08 | 09:01 |
| 2.     | VfL Lauterbach         | 6    | 16:16 | 06:06 |
| 3.     | SC Eschwege            | 6    | 08:11 | 04:08 |
| 4.     | VfL Marburg            | 5    | 04:09 | 03:07 |

|  | Promotie naar Gauliga Hessen 1938/39 |

### Groep B
| Plaats | Club                | Wed. | Saldo | Ptn.  |
| ------ | ------------------- | ---- | ----- | ----- |
| 1.     | BSG Dunlop SV Hanau | 6    | 16:08 | 09:03 |
| 2.     | 1. FC Oberursel     | 6    | 15:15 | 07:05 |
| 3.     | SV Elz              | 6    | 19:21 | 04:08 |
| 4.     | SpVgg 1900 Gießen   | 6    | 09:21 | 04:00 |